# Numero negativo
Un numero negativo è un numero minore (più piccolo) di zero, come ad esempio {\displaystyle -1,-2/3,-\pi }.
Nell'immagine seguente si vede, ad esempio, la retta dei numeri reali, su cui sono stati segnati gli interi: in rosso sono evidenziati i numeri negativi.
Se il numero è, in particolare, intero o razionale, si parla, più specificatamente, di numero intero negativo o numero razionale negativo.
I numeri negativi vengono descritti nella notazione decimale con un segno meno davanti alle cifre.
I numeri negativi sono utili a descrivere molte quantità di uso comune come temperatura, debito, carica elettrica.

## Operazioni con i numeri negativi
La notazione con il segno meno è coerente con il fatto che la somma di un primo numero con un secondo numero negativo è equivalente alla differenza tra il primo numero ed il valore assoluto del secondo:
{\displaystyle 2+(-3)=2-3=-1}
Nelle immagini seguenti, esplicative dei segni risultati dalle operazioni, i cerchi più grandi significano banalmente che l'operando in questione (o il risultato) è più grande.

### Addizione

Addizione

La somma di due numeri negativi dà come risultato un numero negativo:

{\displaystyle (-3)+(-4)=-7}
Questa somma è equivalente all'opposto della somma dei due numeri presi entrambi in valore assoluto:

{\displaystyle (-3)+(-4)=-3-4=-(3+4)=-7}
Questa operazione si può descrivere come la somma di due debiti, che quindi risulta essere un debito maggiore.
La somma di un numero positivo con un numero negativo, come già detto, può essere trasformata nella differenza tra il numero positivo e quello negativo in valore assoluto:

{\displaystyle 2+(-1)=2-1=1}
{\displaystyle (-5)+3=3-5=-2}

### Moltiplicazione

Moltiplicazione

L'operazione di moltiplicazione tra un numero positivo ed uno negativo risulta essere un numero negativo, se invece viene effettuata tra due numeri negativi darà come risultato un numero positivo.
Segni diversi, risultato negativo; segni uguali, risultato positivo.
Queste regole sono date per convenzione affinché sia valida la proprietà distributiva del prodotto rispetto alla somma.

### Sottrazione

Sottrazione

La differenza tra due numeri positivi può restituire come risultato un numero negativo:
{\displaystyle 0-21=-21}
Quindi ad esempio se io possiedo 2 cose ma ne devo dare 3 a te, ti comincio a dare le 2 che ho e rimango con un debito di 1 verso di te.
La sottrazione di un numero positivo equivale alla somma del suo opposto:
{\displaystyle 2-3=2+(-3)=-1}
{\displaystyle (-3)-1=(-3)+(-1)=-(3+1)=-4}
In egual modo la sottrazione di un numero negativo equivale alla somma del suo opposto (ossia dello stesso in valore assoluto). In altre parole la perdita di un debito equivale al guadagno di un credito.
{\displaystyle 1-(-5)=1+5=6}
Tenendo in considerazione quanto detto precedentemente per l'operazione di moltiplicazione, se si deve sottrarre ad un primo numero un secondo numero negativo, ciò equivale alla somma del primo numero con il secondo moltiplicato per −1, ossia cambiato di segno (perché il prodotto dei valori assoluti è uno e ci sono 2 numeri negativi da moltiplicare).
{\displaystyle 4-(-3)=4+[(-1)\times (-3)]=4+3=7}

### Divisione
Per quanto riguarda il rapporto di un primo numero per altri n numeri (positivi e negativi), vale la seguente regola (simile a quella della moltiplicazione): il quoziente di questa operazione è un numero che ha come valore assoluto il rapporto ordinato dei valori assoluti, e segno positivo se vi è un numero pari di numeri negativi (tra dividendo e divisori), negativo se dispari.

## Operazioni non consentite

### Radice quadrata
Nel campo {\displaystyle \mathbb {R} } dei numeri reali la radice quadrata di un numero negativo non esiste. Infatti la radice quadrata di un numero negativo {\displaystyle a} è un numero {\displaystyle b} per cui {\displaystyle a=b^{2}}. Non esistono però numeri reali {\displaystyle b} che soddisfano questa proprietà: il numero {\displaystyle b^{2}} è infatti sempre non negativo (anche se {\displaystyle b} è negativo), e quindi non può essere uguale ad {\displaystyle a}.
Questa mancanza ha contribuito all'introduzione dei numeri complessi, in cui è possibile estrarre la radice quadrata di un numero negativo.

### Logaritmo
Nel campo {\displaystyle \mathbb {R} } dei numeri reali il logaritmo di un numero negativo non è definito.
Nel campo {\displaystyle \mathbb {C} } dei numeri complessi è possibile calcolare il logaritmo complesso di un numero negativo, ma non univocamente.